# Allochthonius kinkaiensis
Espèce
Allochthonius kinkaiensis est une espèce de pseudoscorpions de la famille des Pseudotyrannochthoniidae.

## Distribution
Cette espèce est endémique de la préfecture de Nagasaki au Japon,.

## Description
Les mâles mesurent de 1,100 à 1,240 mm et les femelles de 1,170 à 1,470 mm.

## Étymologie
Son nom d'espèce, composé de kinkai et du suffixe latin -ensis, « qui vit dans, qui habite », lui a été donné en référence au lieu de sa découverte, Kinkai-cho.

## Publication originale
- Sakayori, 2002 : Two new species of the family Chthoniidae from Kyushu, in western Japan (Arachnida: Pseudoscorpionida). Edaphologia, vol. 69, p. 1-7 (texte intégral).